# Alison Lohman
Alison Lohman (Palm Springs, Califòrnia,	18 setembre 1979) és una actriu estatunidenca.

## Biografia
Alison neix i va créixer a Palm Springs. La seva mare Diane és propietària d'una pastisseria i el seu pare, Gary, és arquitecte. Té un germà més jove, Robert (nascut l'any 1982). Molt bona alumna a l'escola, és entre les millors alumnes de la seva classe.
Encara que la seva família no tingui cap contacte particular amb el món de l'espectacle, interpreta amb 9 anys el paper de Gretyl a The Sound Of Music al Palm Desert's McCallum Theater a la seva ciutat natal. Continua actuant en aquest teatre i obtindrà un premi de comèdia per la seva interpretació del paper del títol de la comèdia musical Annie quan encara té 11 anys.
Amb 17 anys, Alison ja ha aparegut a 12 produccions importants diferents i ha estat corista per a cantants com Frank Sinatra, Bob Hope o l'orquestra Desert Symphony. Rep un premi de la NFAA (Nacional Foundation for Advancement in the Arts) i se li proposa una borsa de la Tisch School of the Arts de Nova York.
No obstant això l'any 1997, quan acaba els seus estudis secundaris, renuncia a aquesta borsa i decideix marxar a Los Angeles per intentar convertir-se en artista on no trigarà a triomfar.

### Carrera
Quatre mesos després de la seva arribada, debuta actuant en alguns telefilms i en petites produccions, interpretant joves adolescents com el film de ciència-ficció Kraa ! the sea monster (1998) o comèdies familiars (The Milion dolar kid (2000) i El cel no pot esperar (2001)). Després d'aquest últim film obté un paper a la sèrie Pasadena on interpreta Lily MacAlister, una adolescent de 15 anys turmentada pels secrets de la seva família.
2002 marca un tomb a la seva carrera quan obté el seu primer paper important al cinema, el d'Astrid, quinze anys, al film dramàtic La flor del mal de Peter Kosminsky i adaptació de la novel·la del mateix nom de Janet Fitch. La seva actuació és àmpliament saludada per la crítica internacional. Comparteix cartell amb Michelle Pfeiffer, Renée Zellweger i Robin Wright Penn.
Alguns mesos més tard, coneixerà la consagració internacional interpretant Els socis de Ridley Scott, el paper d'una adolescent de 14 anys (tot i que en té 22 en el moment del rodatge) el pare del qual, Nicolas Cage, no en coneix l'existència. La seva carrera és llançada definitivament. Segons la crítica internacional, Alison ha viscut per aquest paper i és d'una credibilitat perfecta així com d'un encant natural que lliga totalment el de Nicolas Cage.
L'any següent, Tim Burton la contracta per treballar al costat d'Ewan McGregor a Big Fish que obtindrà una nominació als oscars. Fa el paper de Jessica Lange amb 18 anys. És també saludada per a la seva actuació. L'any 2005, actua a The Big White al costat de grans noms del cinema com Robin Williams, Giovanni Ribisi, Holly Hunter i Woody Harrelson. Hi té el paper d'una jove de 18 anys.
Molt de temps lligada a papers d'adolescent gràcies al seu físic particularment juvenil i a la seva talla, 1m 58, se la troba al paper d'una dona fatal que sembra disturbis a les vides de Kevin Bacon i Colin Firth al film La Veritat nua del cineasta canadenc Atom Egoyan, selecció oficial al festival de Canes 2005 que rep una acollida calorosa de part del públic. Encara l'any 2005, dobla el film d'animació japonès Nausicaä de la vall del vent  (film d'animació) interpretant-hi el paper principal.
Enllaça amb Delirious de Tom DiCillo. En aquest film, interpreta K'Harma Leeds, jove pop star que cau enamorada d'un sdf esdevingut paparazzi. El film és un èxit de critica i ės nominat a quinze premis, obtenint-ne finalment set.
L'any 2006, actua a Flicka de Michael Mayer, que explica la història de Katie, jove de 15 anys i mig que reivindica la propietat d'un cavall salvatge. L'èxit del film és de tal magnitud que tres continuacions veuran el dia, però sense Alison que no vol participar-hi.
L'any 2007, continua rodant amb els més grans realitzadors unint-se al càsting de La Llegenda de Beowulf de Robert Zemeckis, film en Captura de moviments on fa el paper d'Ursula, jove adolescent preferida del rei. El film és un èxit i informa prop de 200 milions de dòlars al món, el que suposa el seu més gran èxit internacional. Interpreta a continuació Els nostres records cremats, estrenada l'any 2008, al costat de Benicio del Toro, Halle Berry i David Duchovny.
L'any 2009, surt el film Arrossega'm a l'infern de Sam Raimi. Alison hi té el primer paper, una jove dona lluitant contra una maledicció. El mateix any, en el rodatge de Ultimate Game amb Gerard Butler, comença una relació amb el realitzador Mark Neveldine. Queda embarassada l'any següent i decideix interrompre una carrera en plena ascensió per a dedicar-se al seu fill i convertir-se en mestressa de casa. Mark Neveldine fa el mateix i no torna a la direcció fins a l'any 2012. L'any 2014 és mare per segona vegada.
L'any 2016, roda The Duke amb Pierce Brosnan.

## Filmografia

### Cinema

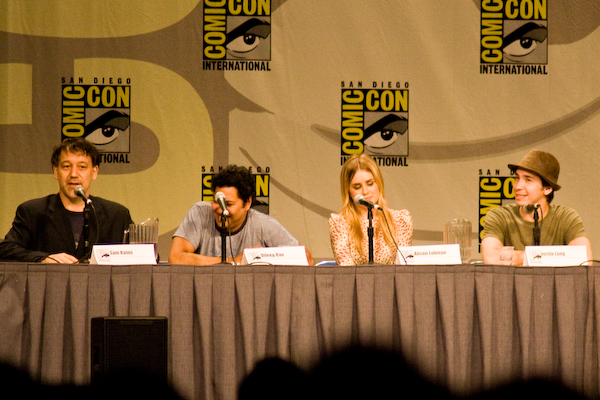
L'equip d'Arrossega'm a l'infern: Sam Raimi, Dileep Rao, Alison Lohman, Justin Long, a la Convenció Internacional de Còmics de San Diego de 2008.

- 1998: Kraa ! The Sea Monster de Michael Deak
- 1999: Passat virtual de Josef Rusnak
- 2000: The Milion dollar kid de Neil Mandt
- 2000: Sharing The Secret (personatge: Beth)
- 2001: El cel no pot esperar (Delivering Milo) de Nick Castle: Sra. Madeline
- 2001: Alex in wonder de Drew Ann Rosenberg
- 2002: White Boy de John Marino
- 2003: La flor del mal (White Oleander) de Peter Kosminsky
- 2003: Big Fish de Tim Burton
- 2003: Els impostors (Matchstick Men) de Ridley Scott
- 2005: Un cop de sort (The Big White) de Mark Mylod
- 2005: Where the truth lies de Atom Egoyan
- 2005: Nausicaä de la Vall del Vent (Kaze no Tani no Naushika) de Hayao Miyazaki (versió americana) - Nausicaä (veu)
- 2006: Delirious de Tom DiCillo
- 2006: Flicka de Michael Mayer
- 2007: Beowulf de Robert Zemeckis
- 2007: Things We Lost in the Fire de Susanne Bier
- 2009: Arrossega'm a l'infern (Drag Me to Hell) de Sam Raimi
- 2009: El jugador (Gamer) de Mark Neveldine i Brian Taylor
- 2016: The Duke d'Aaron Kaufman
- 2017: Officer Downe de Shawn Crahan

### Televisió
- 1998: Set a la casa (temporada 3, episodi 9)
- 2001: Pasadena: Lily McAllister
- 2000: Tucker: McKenna Reid